# Tony Finau

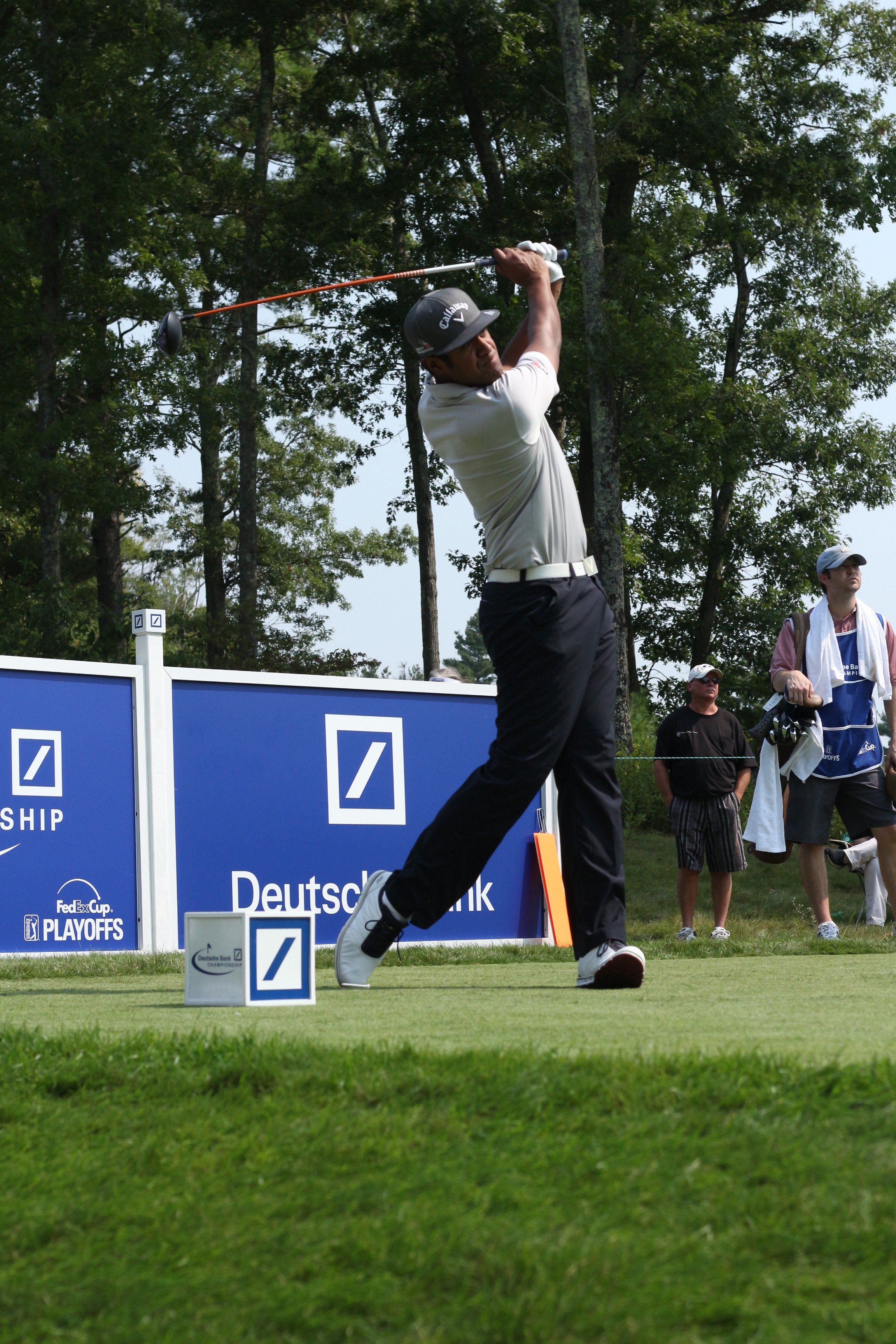
Tony Finau

Tony Finau (Salt Lake City, 14 september 1989) is een Amerikaanse golfer. Finau heeft voorouders in Tonga en Amerikaans-Samoa en is de eerste Polynesische speler op de Amerikaanse PGA Tour.
Finau won op 17-jarige leeftijd het Utah State Amateurskampioenschap en werd daarna professional. Hij heeft dus geen lange  amateurscarrière. Hij speelde goed basketbal en kreeg aanbiedingen voor een studiebeurs, die hij afsloeg. Hij wilde zich op golf toeleggen.
Eerst speelde hij op de Amerikaanse mini-tours, zoals de Gateway Tour, de NGA Hooters Tour en de National Pro Tour. In 2009 speelden hij en zijn broer Gipper mee aan 'The Big Break', een televisieprogramma van Golf Channel.
In 2013 speelde hij op de Canadese Tour, waar hij in acht toernooien zeven keer de cut haalde. Eind 2013 ging hij naar de Tourschool van de Web.com Tour, waar hij op de gedeeld derde plaats eindigde. In augustus 2014 boekte hij zijn eerste overwinning. Hij won de Stonebrae Classic met een score van 67-62-63-66, een toernooirecord. Eind 2014 promoveerde hij naar de Amerikaanse PGA Tour.
In juli 2024 stond hij nummer 15 op de FedEx Cup en nummer 19 op de wereldranglijst.

## Gewonnen

### Amateur
- 2006: Utah Amateur

### Web.com Tour
- 2013: Stonebrae Classic (-22)

### PGA Tour
- 2016: Puerto Rico Open (-12)
- 2021: The Northern Trust (-20)
- 2022: 3M Open (-17), Rocket Mortgage Classic (-26), Cadence Bank Houston Open (-16)
- 2023: Mexico Open (-24)[3]